# Louwe Huizenga
Luurt (Louwe) Huizenga (Wehe, 14 mei 1893 - Ruinerwold, 11 oktober 1973) was een Groningse hardloper, die drie jaar lang meedeed met de (inter)nationale top. Hij verbeterde in oktober 1915 het wereldrecord op de marathon tot 2:32.40.

## Loopbaan
Huizenga realiseerde zijn marathonrecord op 24 oktober 1915 op een traject van Groningen naar Vries en terug. Dit record werd, net als de tijdens zijn marathon gelopen recordtijden op de 3, 4, 7 en 10 km, niet door de Nederlandsche Athletiek-Unie als Nederlands record erkend. Als reden werd opgevoerd dat er geen officiële, door de bond aanwezige tijdopnemers bij de recordpoging aanwezig waren geweest. Zijn marathontijd werd dus door de atletiekbond ook nooit aangemeld als officieel wereldrecord.
In de loop van 1916 en 1917 deden er in toenemende mate geruchten de ronde, dat Huizenga het niet al te nauw zou hebben genomen met de amateurbepalingen. De NAU liet de beschuldigingen onderzoeken en hoewel de meeste ervan op praatjes bleken te berusten, werd de Groninger toch voor een drietal maanden geschorst. Het luidde het einde in van de kortstondige, maar stormachtige carrière van de met alles en iedereen spottende slagersknecht, want in 1918 stopte hij met atletiek.

## Nederlandse kampioenschappen
| Onderdeel | Jaar       |
| --------- | ---------- |
| 5000 m    | 1915, 1916 |

## Persoonlijke records
| Onderdeel   | Prestatie           | Datum            | Plaats    |
| ----------- | ------------------- | ---------------- | --------- |
| 7000 m      | 25.02,8 (ex-NR)     | 14 november 1915 | Groningen |
| 8000 m      | 28.50,4 (ex-NR)     | 14 november 1915 | Groningen |
| 9000 m      | 32.32,4 (ex-NR)     | 14 november 1915 | Groningen |
| 10.000 m    | 35.01,4 (ex-NR)     | 22 oktober 1916  | Groningen |
| 15.000 m    | 53.27,8 (ex-NR)     | 22 oktober 1916  | Groningen |
| 20.000 m    | 1:13.18,2 (ex-NR)   | 22 oktober 1916  | Groningen |
| halfuurloop | 8110 m (ex-NR)      | 22 oktober 1916  | Groningen |
| uurloop     | 16.868,50 m (ex-NR) | 22 oktober 1916  | Groningen |

- Gemeinsame Normdatei: 138640467
- International Standard Name Identifier: 0000 0000 6454 186X
- Nederlandse Thesaurus van Auteursnamen: 317667556
- Virtual International Authority File: 90909100